# Santa María de Ocotán
Santa María de Ocotán är en ort i Mexiko.   Den ligger i kommunen Mezquital och delstaten Durango, i den centrala delen av landet, 700 km nordväst om huvudstaden Mexico City. Santa María de Ocotán ligger 1 996 meter över havet och antalet invånare är 542.
Terrängen runt Santa María de Ocotán är huvudsakligen kuperad. Santa María de Ocotán ligger nere i en dal. Runt Santa María de Ocotán är det mycket glesbefolkat, med 3 invånare per kvadratkilometer. Närmaste större samhälle är Llano Grande, 9,6 km sydost om Santa María de Ocotán. I omgivningarna runt Santa María de Ocotán växer huvudsakligen savannskog.